# Tsubaki Miki
Tsubaki Miki (jap. 三木 つばき; ur. 1 czerwca 2003 w Hakubie) – japońska snowboardzistka specjalizująca się w konkurencjach alpejskich, olimpijka z Pekinu, dwukrotna mistrzyni świata, wielokrotna medalistka mistrzostw świata juniorów.

## Udział w zawodach międzynarodowych
| Impreza                     | Rok  | Gospodarz            | slalom równoległy | slalom gigant równoległy |
| --------------------------- | ---- | -------------------- | ----------------- | ------------------------ |
| Igrzyska olimpijskie        | 2022 | Pekin                | —                 | 9                        |
| Mistrzostwa świata          | 2021 | Rogla                | 11                | 20                       |
| Mistrzostwa świata          | 2023 | Bakuriani            | 9                 | 01 !                     |
| Mistrzostwa świata          | 2025 | Engadyna             | 01 !              | 02 !                     |
| Mistrzostwa świata juniorów | 2019 | Rogla                | 02 !              | 4                        |
| Mistrzostwa świata juniorów | 2020 | Lachtal              | 02 !              | 02 !                     |
| Mistrzostwa świata juniorów | 2021 | Krasnojarsk          | 9                 | 02 !                     |
| Mistrzostwa świata juniorów | 2022 | Chiesa in Valmalenco | 01 !              | 01 !                     |
| Mistrzostwa świata juniorów | 2023 | Bansko               | 5                 | 01 !                     |